# Bedale
Bedale este un oraș în comitatul North Yorkshire, regiunea Yorkshire and the Humber, Anglia. Orașul se află în districtul Hambleton. 